# Лафренц, Раф
Раф Эндрю Лафренц (англ. Raef Andrew LaFrentz; род. 29 мая 1976, Хамптон, штат Айова) — бывший американский профессиональный баскетболист.

## Карьера

### Средняя школа
Учился в Средней школе MarMac MFL, в Мононе, Айова. Отец Лафренца был помощником тренера в школьной команде. Летом, перед началом обучения в университете в 1994 году, Лафренц был отобран на Американский олимпийский фестиваль, в котором набирал 11,8 очков и 6,8 подборов в среднем за игру.
Также в старших классах школы Лафренц был чемпионом конференции по плаванию.

### Университет
Лафренц играл за Канзасский университет, который окончил в 1998 году. Также вместе с ним в команде играл Пол Пирс. В среднем Лафренц за игру набирал 15,8 очка и делал 9,1 подбора. Всего Лафренц набрал 2066 очков и 1186 подборов за карьеру в Канзасе, что вывело его на второе место в списке общей результативности за всю историю университета, вслед за Дэнни Мэннингом.

### Карьера в НБА
Был выбран на драфте НБА 1998 года под третьим номером командой «Денвер Наггетс». В своем дебютном сезоне в лиге, ЛаФренц в среднем набирал 13,8 очка, делал 7,6 подбора и 1,4 блок-шота, но сыграл лишь 12 игр в сезоне из за разрыва связок в левом колене, в матче против Далласа.
21 февраля 2002 года Лафренц, вместе с Ником ван Экселем, Эйвери Джонсоном, Тариком Абдул-Вахадом был обменян в Даллас Маверикс на Джувана Ховарда, Доннела Харви, Тима Хардуэя и право выбора в первом раунде драфта 2002 года. Сезон 2001/02 Лафренц закончил на 2 месте в лиге по блок-шотам.
Он играл за сборную США на чемпионате мира ФИБА 2002 года.

### Критика
В 2002 году, после, наверное, своего лучшего сезона в карьере, владелец «Даллас Маверикс» Марк Кьюбан предложил Лафренцу контракт на 70 миллионов за 7 лет, который впоследствии назвали одним из самых провальных контрактов в истории НБА. Затем Лафренц был обменян в Бостон, где 2 сезона смотрелся вполне прилично, а после последовал обмен в «Портленд Трэйл Блэйзерс», который практически убил карьеру Лафренца. Моральный упадок и сложное восприятие участи ролевого игрока привело к безвременному окончанию его карьеры.

## Статистика

### Статистика в НБА
| Сезон                                                                                    | Команда  | Регулярный сезон | Регулярный сезон | Регулярный сезон | Регулярный сезон | Регулярный сезон | Регулярный сезон | Регулярный сезон | Регулярный сезон | Регулярный сезон | Регулярный сезон | Регулярный сезон | Серия плей-офф | Серия плей-офф | Серия плей-офф | Серия плей-офф | Серия плей-офф | Серия плей-офф | Серия плей-офф | Серия плей-офф | Серия плей-офф | Серия плей-офф | Серия плей-офф |
| Сезон                                                                                    | Команда  | GP               | GS               | MPG              | FG%              | 3P%              | FT%              | RPG              | APG              | SPG              | BPG              | PPG              | GP             | GS             | MPG            | FG%            | 3P%            | FT%            | RPG            | APG            | SPG            | BPG            | PPG            |
| ---------------------------------------------------------------------------------------- | -------- | ---------------- | ---------------- | ---------------- | ---------------- | ---------------- | ---------------- | ---------------- | ---------------- | ---------------- | ---------------- | ---------------- | -------------- | -------------- | -------------- | -------------- | -------------- | -------------- | -------------- | -------------- | -------------- | -------------- | -------------- |
| 1998/99                                                                                  | Денвер   | 12               | 12               | 32,3             | 45,7             | 38,7             | 75,0             | 7,6              | 0,7              | 0,8              | 1,4              | 13,8             | Не участвовал  | Не участвовал  | Не участвовал  | Не участвовал  | Не участвовал  | Не участвовал  | Не участвовал  | Не участвовал  | Не участвовал  | Не участвовал  | Не участвовал  |
| 1999/00                                                                                  | Денвер   | 81               | 80               | 30,1             | 44,6             | 32,8             | 68,6             | 7,9              | 1,2              | 0,5              | 2,2              | 12,4             | Не участвовал  | Не участвовал  | Не участвовал  | Не участвовал  | Не участвовал  | Не участвовал  | Не участвовал  | Не участвовал  | Не участвовал  | Не участвовал  | Не участвовал  |
| 2000/01                                                                                  | Денвер   | 78               | 74               | 31,5             | 47,7             | 36,7             | 69,8             | 7,8              | 1,4              | 0,5              | 2,6              | 12,9             | Не участвовал  | Не участвовал  | Не участвовал  | Не участвовал  | Не участвовал  | Не участвовал  | Не участвовал  | Не участвовал  | Не участвовал  | Не участвовал  | Не участвовал  |
| 2001/02                                                                                  | Денвер   | 51               | 51               | 32,7             | 46,6             | 43,4             | 66,7             | 7,4              | 1,2              | 0,6              | 3,0              | 14,9             | Не участвовал  | Не участвовал  | Не участвовал  | Не участвовал  | Не участвовал  | Не участвовал  | Не участвовал  | Не участвовал  | Не участвовал  | Не участвовал  | Не участвовал  |
| 2001/02                                                                                  | Даллас   | 27               | 24               | 29,1             | 43,7             | 30,5             | 76,1             | 7,4              | 1,1              | 0,9              | 2,2              | 10,8             | 8              | 8              | 30,6           | 50,0           | 33,3           | 54,5           | 7,6            | 0,6            | 0,3            | 2,8            | 11,3           |
| 2002/03                                                                                  | Даллас   | 69               | 43               | 23,3             | 51,8             | 40,5             | 68,2             | 4,8              | 0,8              | 0,5              | 1,3              | 9,3              | 20             | 16             | 24,6           | 43,3           | 20,0           | 84,2           | 4,4            | 0,3            | 0,6            | 2,2            | 8,0            |
| 2003/04                                                                                  | Бостон   | 17               | 1                | 19,3             | 46,0             | 20,0             | 76,9             | 4,6              | 1,4              | 0,5              | 0,8              | 7,8              | Не участвовал  | Не участвовал  | Не участвовал  | Не участвовал  | Не участвовал  | Не участвовал  | Не участвовал  | Не участвовал  | Не участвовал  | Не участвовал  | Не участвовал  |
| 2004/05                                                                                  | Бостон   | 80               | 80               | 27,4             | 49,6             | 36,4             | 81,1             | 6,9              | 1,2              | 0,5              | 1,2              | 11,1             | 7              | 7              | 26,4           | 39,0           | 50,0           | 80,0           | 4,9            | 1,1            | 0,9            | 1,7            | 6,9            |
| 2005/06                                                                                  | Бостон   | 82               | 63               | 24,8             | 43,1             | 39,2             | 68,0             | 5,0              | 1,4              | 0,4              | 0,9              | 7,8              | Не участвовал  | Не участвовал  | Не участвовал  | Не участвовал  | Не участвовал  | Не участвовал  | Не участвовал  | Не участвовал  | Не участвовал  | Не участвовал  | Не участвовал  |
| 2006/07                                                                                  | Портленд | 27               | 9                | 13,0             | 38,2             | 8,7              | 76,9             | 2,6              | 0,3              | 0,3              | 0,4              | 3,7              | Не участвовал  | Не участвовал  | Не участвовал  | Не участвовал  | Не участвовал  | Не участвовал  | Не участвовал  | Не участвовал  | Не участвовал  | Не участвовал  | Не участвовал  |
| 2007/08                                                                                  | Портленд | 39               | 0                | 7,5              | 44,3             | 0,0              | 57,9             | 1,7              | 0,2              | 0,3              | 0,4              | 1,7              | Не участвовал  | Не участвовал  | Не участвовал  | Не участвовал  | Не участвовал  | Не участвовал  | Не участвовал  | Не участвовал  | Не участвовал  | Не участвовал  | Не участвовал  |
|                                                                                          | Всего    | 563              | 437              | 25,8             | 46,6             | 36,3             | 71,1             | 6,1              | 1,1              | 0,5              | 1,6              | 10,1             | 35             | 31             | 26,3           | 44,6           | 29,7           | 75,0           | 5,2            | 0,5            | 0,5            | 2,2            | 8,5            |
| Наведите курсор мыши на аббревиатуры в заголовке таблицы, чтобы прочесть их расшифровку. |          |                  |                  |                  |                  |                  |                  |                  |                  |                  |                  |                  |                |                |                |                |                |                |                |                |                |                |                |